# Mwogere
Mwogere är ett vattendrag i Burundi. Det ligger i den nordvästra delen av landet, 70 km norr om huvudstaden Bujumbura.
Omgivningarna runt Mwogere är en mosaik av jordbruksmark och naturlig växtlighet. Runt Mwogere är det tätbefolkat, med 476 invånare per kvadratkilometer.